# 石原真理
石原 真理（いしはら まり、1964年2月4日 - ）は、日本の元女優。
芸名は本名の石原 真理絵（いしはら まりえ）および石原 真理子（いしはら まりこ）として活動していた時期もある。2003年に米国人男性と結婚、デロウ真理絵となる。

## 略歴
東京都大田区田園調布生まれ。
聖心女子学院初等科を経て同中等科・高等科在学中、高校2年時にスカウトされ、「翔んだカップル」（1980年）で「石原真理子」名義でデビュー。代表作となる「翔んだカップル」やテレビドラマ「ふぞろいの林檎たちシリーズ」などで、清純派女優として人気を得た。一方で「ぷっつん女優」の1人とも言われ、その破天荒な言動は注目を浴びた。
1985年 ミュージシャンの玉置浩二との交際が発覚。石原は記者会見を行い認めたが、1986年9月に破局した。
1989年に渡米。現地の大学で心理学、天文学を学び卒業する。1993年より石原真理絵に改名。大学卒業後も米国に留まり、ホテルなどの家具を修理保善する会社でアルバイトをしつつ女優としてのオファーがあると日本に戻り仕事をするという生活を2006年頃まで続けた。2003年夏に造園や建築の会社に勤務する16歳年下の米国人男性（白人）と結婚。しかし、2004年12月に破局。これを機に帰国し、同年末よりいくつかの日本のテレビ番組や、語学バラエティ「英語でしゃべらナイト」に出演し、流暢な英会話を披露した。
2006年5月31日に石原真理子に芸名を戻し、6月より本格的に復帰した。
2006年12月、全盛期である1980年代の自身のことを中心に綴った自伝「ふぞろいな秘密」を発売。そのセンセーショナルな内容や、刊行時に外国特派員協会において日本の女優として初めて記者会見を開き、全編英語の演説を45分間披露し、質疑応答をした。また、同著書を原作とした実写映画を翌年に公開する予定であり、石原自らが監督を務めることを発表した。2007年5月の映画版公開までのおよそ半年間、ワイドショーやスポーツ紙などで話題となった。しかし、ライターの吉田豪によると、書籍の販売を伸ばすため性的な関係が加筆され、"不本意な形で出版された""自身が書いたものではない"と石原は吉田に明かしたという。
2009年2月25日、かつて交際していた玉置浩二と23年の時を経て復縁したことが報じられ、翌26日に都内の区役所に婚姻届けを提出した。同年4月にギリシャで挙式、新婚旅行は世界各地を巡る旅であった。しかし、7月に訪れた韓国で玉置と諍いを起こし、置き去りにされたという。8月24日、石原真理に芸名を変更。9月4日、玉置と破局したことが報じられた。また、前夫である米国人男性と正式に離婚が成立していなかった（婚姻継続状態）ため、2月に提出した玉置との婚姻届けは受理されていなかったことも併せて報じられた。
2017年2月24日にオフィシャルブログで石原真理子に戻すことを発表。アルファベットの場合、名義をMarie Ishiharaとした。

## 人物
ブログやSNSにおいて自身を「マリーたん」「まりぃちゃん」と呼称。

## 出演
映画
- 翔んだカップル（1980年、キティ・フィルム / 東宝、相米慎二監督） - 杉村秋美 役
- みゆき（1983年、キティ・フィルム / 東宝、井筒和幸監督） - 謎の女子大生 役
- F2グランプリ（1984年、東宝、小谷承靖監督） - 宇佐美しのぶ 役
- 櫂（1985年、東映、五社英雄監督） - 菊 役
- 十手舞（1986年、松竹、五社英雄監督） - お蝶 役
- Apartment Fantasy めぞん一刻（1986年、キティ・フィルム / 東映、澤井信一郎監督） - 音無響子 役
- さらば愛しき人よ（1987年、松竹、原田眞人監督） - 海老沢ひとみ 役
- あしたの私のつくり方（2007年、日活、市川準監督） - 大島さつき 役
- ふぞろいな秘密（2007年、シネマ&ポップコーン、石原真理子監督） - 石原マリコ（現在） 役

テレビ（連続ドラマ）
- ただいま放課後（1980年5月26日 - 9月22日、フジテレビ） -美緒 役
- 娘が家出した夏 家庭ってなァに?（1981年7月1日 - 8月12日、TBS） - 名谷宗子 役
- 茜さんのお弁当（1981年10月21日 - 12月30日、TBS） - 石塚夕子 役
- ひまわりの歌（1981年11月13日 - 1982年5月28日、TBS）
- 田中丸家御一同様（1982年2月5日 - 5月21日、日本テレビ） - 田中丸輪子 役
- 金曜ミステリー劇場のぶ子の災難（1982年7月2日 - 7月23日、TBS） - のぶ子 役
- せーの!（1982年11月12日 - 1983年4月1日、日本テレビ） - 橘真紀 役
- 春よ来い（1982年11月15日 - 1983年5月9日、日本テレビ） - 丸山かおり 役
- ふぞろいの林檎たち（1983年5月27日 - 7月29日、TBS） - 宮本晴江 役
  - ふぞろいの林檎たち2（1985年3月15日 - 6月7日、TBS） - 宮本晴江 役
  - ふぞろいの林檎たち3（1991年1月11日 - 3月22日、TBS） - 門脇晴江 役
  - ふぞろいの林檎たち4（1997年4月11日 - 7月4日、TBS） - 門脇晴江 役
- 徳川家康（1983年1月9日 - 12月18日、NHK総合） - 千姫 役
- 無邪気な関係（1984年1月6日 - 3月30日、TBS）-  我孫子サトミ 役
- 青春泥棒・徹と由紀子（1984年4月12日 - 7月5日、TBS） - 今岡由紀子 役
- 名門私立女子高校 -幸福について-（1984年11月2日 - 1985年1月25日、日本テレビ） - 島みどり 役
- 熱くなるまで待って!（1987年7月9日 - 9月24日、フジテレビ） - 八島由紀 役

テレビ（単発ドラマ）
- 梢のむこうに 秋（1982年10月24日、TBS） - 女子大生・ヨウコ 役
- ゆずり葉物語（1984年、NHK総合） - 弘子 役
- 虞美人草 まぼろしの愛に果てた紫の女!（1984年1月7日、TBS） - 糸子 役
- 燃えて散る〜炎の剣士 沖田総司（1984年4月2日、日本テレビ） - 謎の女 役
- 宣告（1984年5月19日、TBS）
- 夜中の薔薇（1985年1月16日、TBS） - 山縣陽子 役
- さんまの花ムコ見習試験（1987年4月1日、TBS） - 戸田則子 役
- 結婚式 懲りない女と男たちの記念日（1987年12月30日、TBS） - マリコ 役
- スペアのない恋がしたい…（1989年3月21日、日本テレビ）
- カディスの赤い星（1992年3月13日、フジテレビ）
- 金曜エンタテイメント 浅見光彦シリーズ13 津軽殺人事件（2001年11月30日、フジテレビ） - 石井靖子 役
- どケチ弁護士 山田播磨の事件簿（2006年11月13日、TBS） - 北里依江 役

テレビ（声優）
- ナイン（1983年5月4日、フジテレビ） - 中尾百合 役

ラジオ
- キリンラジオ劇場（1982年2月22日より10回）

CM
- ナショナル ラジカセ（1981年）
- 旭化成（1982年）
- 江崎グリコ ポッキー（1980年）
- 三菱石油（1982年）
- マツダ ファミリア（1982年）
- ニコン メガネ（1982年）
- 江崎グリコ ふりかけ（1983年）
- 日本ビクター（現・JVCケンウッド） VCR（1984年）
- 資生堂 フレッシュ部屋コロン（1984年）
- 資生堂 シャンプー（1984年）
- サントリー 樹氷（1984年）
- 東芝　TOSHIBA (1985年)
- 大塚製薬 ポカリスエット（1984年）
- 大阪着物（1984年）
- 象印 ポット（1984年）
- サントリー カレンダー（1984年）

## ディスコグラフィ

### シングル
| 発売日       | 面    | タイトル             | 作詞     | 作曲       | 編曲  | 規格  | 規格品番 | 備考           |
| Kitty        | Kitty | Kitty                | Kitty    | Kitty      | Kitty | Kitty | Kitty    | Kitty          |
| ------------ | ----- | -------------------- | -------- | ---------- | ----- | ----- | -------- | -------------- |
| 1983年6月1日 | A     | ポプリの小瓶         | 尾関昌也 | 尾関裕司   | 星勝  | EP    | 7DS-0038 | 資生堂CMソング |
| 1983年6月1日 | B     | 夢の隠し場所、何処？ | 小椋佳   | 亀井登志夫 | 星勝  | EP    | 7DS-0038 |                |

### アルバム
| 発売日 | アルバム | 規格  | 規格品番  |
| Kitty  | Kitty | Kitty | Kitty     |
| ------ | --- | ----- | --------- |
| 1982年 | 北岬 -north cape- A面 1. エッセイ1 2. 感傷フェリー 3. エッセイ2 4. 迷いたくないの 5. エッセイ3 6. 赤いかざ車 B面 1. エッセイ4 2. 遠い週末 3. エッセイ5 4. Mandag. 月曜日 5. エッセイ6 6. おぼえたて lonesome time | LP    | 28MS-0022 |
| 1982年 | 北岬 -north cape- A面 1. エッセイ1 2. 感傷フェリー 3. エッセイ2 4. 迷いたくないの 5. エッセイ3 6. 赤いかざ車 B面 1. エッセイ4 2. 遠い週末 3. エッセイ5 4. Mandag. 月曜日 5. エッセイ6 6. おぼえたて lonesome time | CT    | 28CS-0022 |

### サウンドトラック
- 映画「めぞん一刻」サウンドトラック（1986年10月25日）-　A2「想い・で」（作詞）

## 著書・写真集
- 北岬 -north cape-（1982年11月、学研）
- 女優（1986年10月、芳賀書店）
- Marie!（1993年10月、竹書房）
- MARIE PURE HEART（2000年10月、小学館）
- ふぞろいな秘密（2006年12月6日、双葉社）
- 石原真理子　永遠のマーメイド　デジタル写真集（2008年10月1日、小学館）